# Székelyudvarhelyi Népszínház
A Székelyudvarhelyi Népszínház 1947–1992 között működött amatőr színtársulat Székelyudvarhelyen.

## Története
Székelyudvarhely művelődési életében a 19. század fordulójára visszatekintő hagyománya van a színjátszásnak. Előbb az iskolai színjátszó csoportok vonták magukra a város közönségének érdeklődését, majd a műkedvelő – főképp az értelmiségi és iparos társadalomból verbuválódott – alkalmi együttesek mutattak be a városba látogató színtársulatok mellett is közönségérdeklődést kiváltó előadásokat.
1947-től az iparosok, értelmiségiek műkedvelő előadásainak hagyománya folytatódott a Balogh József vezette műkedvelő színjátszó csoporttal, amelynek az 1959-ben épült, megfelelő színpaddal és előadóteremmel is rendelkező városi Művelődési Ház adott új lendületet: a Székelyudvarhelyi Népszínház megalakulásáig eltelt 28 esztendőben összesen 42 darab bemutatására került sor, amelyekkel a műkedvelő együttes vidéki kiszállásokat is vállalt, s távolabbi országrészekbe is eljutva, összesen 55 helységben 749 előadást tartott.
Az akkor már municípiummá előlépett Székelyudvarhely Művelődési Háza keretében a műkedvelő együttes 1977. május 7-én kelt rendelet alapján alakult át hivatalosan Népszínházzá, amely az ország 27., egyben első magyar nyelvű népszínháza volt. Az első előadást e minőségben Huszár Sándor Jött egy lány… című színpadi művével tartották, Kovács Levente, a marosvásárhelyi Színművészeti Főiskola rendező-tanára vendégrendezésében.
A Székelyudvarhelyi Népszínház vezetője – a Művelődési Ház alkalmazottja minőségben – 1978-tól Szász-Mihálykó Attila, majd 1989-től Tárkányi János volt.
A Székelyudvarhelyi Népszínház – továbbra is önkéntesekből toborzódott – társulata „évi 3–4 bemutatóra, 15–20 kiszállásra és 20–25 helyi előadásra volt képes – írja Szász-Mihálykó Mária. – Ami pedig nem kis teljesítmény, figyelembe véve, hogy minden egyes tagja dolgozott vagy tanult. Tehát nem ez volt az elsődleges az életében” (Az én népszínházam. 11). 1989-ig összesen 24 felnőtt- és 3 gyermekbemutatót tartottak, s 10 évadban iktattak a műsorba kabaré- vagy varieté-előadást. A hazai szerzők sorában Bajor Andort, Bán Miklóst, Bogdán Kálmánt, Bokor Ferencet, Flórián Lászlót, Huszár Sándort, Kocsis Istvánt, Marton Lilit, Mihály Imrét, Méhes Györgyöt, Salamon Andrást, Tomcsa Sándort és Zágoni Attilát említi a színház történetének írója. A magyar dráma klasszikus repertoárjából például Szigligeti Ede Liliomfi, Móricz Zsigmond Sári bíró, Bródy Sándor A tanítónő, Kodály Zoltán – Balázs Béla: Cinka Panna, Nóti Károly Szeressük egymást c. darabjai szerepeltek, a kortárs román irodalomból Ion Băieşu, Viorel Cacoveanu, Horia Lovinescu, Romulus Vulpescu, a világirodalomból Harold Pinter, Leonyid Zorin.
A székelyudvarhelyi színjátszás népszínházi időszakában az együttes művészeti irányításában igen fontos volt a vendégrendezők jelenléte. Elsősorban a Kovács Leventéé, aki egymaga nyolc darabot rendezett. De szerepet játszott arculatának kialakításában Szász-Mihálykó Attila és részben Csiszár Antal. Vendégrendező volt még Gergely Géza, Hunyadi András, Varga Vilmos és Visky András, illetve Leonard Popovici is. Mindnyájuk együttes munkájának eredménye, hogy a kispolgári közönségízléshez alkalmazkodó korábbi műkedvelést az ízlésformáló művészi teljesítmények időszaka követte. Az előadások nagyszámú, a színpadhoz vonzódó fiatal és idősebb műkedvelőt vontak be a munkába (Szász-Mihálykó Mária adatai szerint közel 250 személyt), akiknek egy része a Színművészeti Főiskola vendégtanáraitól (Balázs Éva, Gergely Géza, Peris Teréz) a helyi Népi Művészeti Iskola keretén belül a művészet mesterségéből is sokat elsajátított, sőt néhányan (Balázs Attila, Kali Andrea, Katona László, Koncz István, Osváth Noémi) innen, a Székelyudvarhelyi Népszínház színpadáról indultak el a színészi pályára.
A Székelyudvarhelyi Népszínház keretében – illetve annak felkínált lehetőségeivel élve – külön színt jelentett Székelyudvarhely színházi életében a gyermek-, illetve a diákszínjátszás. Előbbi és Csiszár Antal emlékezetes rendezéseivel (A kis herceg, A Pál utcai fiúk, Bán Miklós Tündér Ilona c. gyermekoperája), utóbbi Hermann Gusztáv tanár diákszínjátszóinak emlékezetes Tamási-sorozatával (1979–83 között az Énekes madár, a Vitéz lélek és a Rezgő nyárfalevél) s mellette Méhes Györgytől a 33 névtelen levél előadásával nyújtottak élményt a színházkedvelő udvarhelyi közönségnek.
Az együttes rendszeresen kereste fel a szomszéd városokat és a környező településeket: összesen 55 településen léptek fel, a szereplők száma, a  fennállásának egész időszakát tekintve, 248 volt. Csak az 1977–79 közötti adatokat idézzük: e két évadban összesen 106 előadást tartottak, közel 38 000 nézőszámmal. Számos bemutatójukról készült rádió- vagy tévéfelvétel, amelyeket a marosvásárhelyi rádió, illetve a bukaresti tv magyar adása sugárzott.
A helyi közönség egy részének elvárásaihoz alkalmazkodó, évenkénti kabaré- és varietéműsorok mellett a Székelyudvarhelyi Népszínház művészei (Balázs Attila, Bartha Levente, Sinka Erzsébet, Tamás Mária) 6 versműsorral (többek között Ady Endre, Kányádi Sándor, Király László, Ferenczes István, Szőcs Kálmán, Tamkó Sirató Károly verseivel) s a Fernengel Éva irányította Irodalmi Színpad keretében 11 előadással léptek a közönség elé.
A számszerű adatokon túl a Székelyudvarhelyi Népszínház számottevő művészi sikereket is aratott: már a megalakulás évében meghívást kapott a sepsiszentgyörgyi Színházi Kollokviumra, ahol a bemutatott darabot (Huszár Sándor: Jött egy lány…) a zsűri felállva nyílt színi tapssal jutalmazta. Az Arad megyei Mácsán 1983-ban megrendezett Szatíra- és Humorfesztiválon az együttes elnyerte az aradi magyar napilap, a Vörös Lobogó díját. Az 1980-as évek második felében a Székelyudvarhelyi Népszínházra is teljes súlyával nehezedett a politikai beavatkozás: előadások mentek át a többszörös „vizionálás” kálváriáin, kényszerű szöveg- és címváltoztatásokat kellett vállalniuk, s akadt olyan darab, amelynek bemutatását végképp betiltották.
Az 1989-es fordulat után néhány ígéretes sikert jegyez fel a színház történetének írója: már 1990-ben a Cinka Pannával Békéscsabára is meghívást kapnak, 1992-ben pedig jelen vannak a kisvárdai Kisebbségi Színházak fesztiválján. Ugyanabban az évben az együttes felveszi Tomcsa Sándor nevét. „A vadonatúj vadkapitalizmus azonban – írja Szász-Mihálykó Mária – nem kedvez az amatőr mozgalomnak” (i. m. 39). Ezután „négy évig csend veszi körül a Népszínházat” (i. m. 63). Végül egy-két időközi kísérlet után 1998-ban megalakul a hivatásos Tomcsa Sándor Színház.